# Toshinari Shōji

Toshinari Shōji også kendt som Toshishige Shōji (東海林 俊成 Shōji Toshinari/Toshishige,  27. oktober 1890 – 10. december 1974) var en generalmajor i den japanske hær i Stillehavskrigen under 2. verdenskrig.

## Biografi
Shōji stammede fra Sendai og han fik eksamen i den 25. årgang fra det japanske krigsakademi. Han tog senere eksamen fra den japanske stabsskole i 1912.
Shōji blev forfremmet til oberst den 1. august 1939. Fra 1941 havde han kommandoen over 230. infanteriregiment, som indimellem kaldes Shōji-enheden, som var en del af 38. division. Fra februar til marts 1942 var hans enhed involveret i slaget om Java som led i Felttoget i Hollandsk Ostindien. I oktober 1942 blev han og hans regiment indsat på Guadalcanal som led i det strategisk vigtige slag om Guadalcanal. Efter at have deltaget i mindre grad i slaget om Henderson Field led Shōjis regiment alvorlige tab i kampene ved Koli Point, Carlsons patrulje og slaget ved Mount Austen, Galloping Horse og Sea Horse.
Efter at have overlevet det senere japanske nederlag i slaget og tilbagetrækningen fra Guadalcanal blev Shōji forfremmet til generalmajor i marts 1944. Efter at han var kommet tilbage til Japan i 1945, blev han udpeget til at være kommandant for Sendai distriktet under den 5. japanske områdearmé i den afsluttende fase af 2. verdenskrig.

### Bøger
- Frank, Richard (1990). Guadalcanal: The Definitive Account of the Landmark Battle. New York: Random House. ISBN 0-394-58875-4.
- Fuller, Richard (1992). Shokan:  Hirohito's Samurai. New York: Arms and Armour Press. ISBN 1-85409-151-4.
- Griffith, Samuel B. (1963). The Battle for Guadalcanal. Champaign, Illinois, USA: University of Illinois Press. ISBN 0-252-06891-2.
- Rottman, Gordon L.; Dr. Duncan Anderson (consultant editor) (2005). Japanese Army in World War II:  The South Pacific and New Guinea, 1942-43. Oxford and New York: Osprey. ISBN 1-84176-870-7. {{cite book}}: |author2= har et generisk navn (hjælp)

### Eksterne kilder
- Ammentorp, Steen. "Shoji Toshishige, Major-General". The Generals of World War II.
- L, Klemen (1999-2000). "Forgotten Campaign: The Dutch East Indies Campaign 1941-1942". Arkiveret fra originalen 26. juli 2011. Hentet 5. januar 2012.
- Hough, Frank O.; Ludwig, Verle E.; Shaw, Henry I., Jr. "Pearl Harbor to Guadalcanal". History of U.S. Marine Corps Operations in World War II. Hentet 2006-05-16.
- Shaw, Henry I. (1992). "First Offensive:  The Marine Campaign For Guadalcanal". Marines in World War II Commemorative Series. Hentet 2006-07-25.
- Zimmerman, John L. (1949). "The Guadalcanal Campaign". Marines in World War II Historical Monograph. Hentet 2006-07-04.